# پروتکل اسکندریه

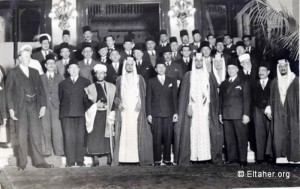
پروتکل

پروتکل اسکندریه (به انگلیسی: Alexandria Protocol) به پروتکلی گفته می‌شود که در اکتبر ۱۹۴۴ میان ۶ کشور عربی منعقد شد و موجب تأسیس اتحادیه کشورهای عرب گشت. ۶ عضو مؤسس آن عبارت بودند از: مصر، عراق، سوریه، اردن، لبنان و پادشاهی متوکلی یمن.